# Fábrica de gas San Borja
La fábrica de gas San Borja es un antiguo complejo industrial propiedad de Empresas Gasco, ubicado en la comuna de Estación Central, en la ciudad de Santiago, Chile.

## Historia
El incremento de la demanda del servicio de gas en Santiago, obligó a la Compañía de Gas de Santiago a trasladar sus dependencias de la fábrica San Miguel, en el barrio Yungay, a nuevas instalaciones para mejorar los procesos de producción. La nueva fábrica, ubicada en el barrio de Chuchunco, a un costado de la línea de ferrocarriles de Santiago al sur, se construyó entre 1905 y 1909, y comenzó a operar en 1910.
En la construcción se utilizó hierro y acero para soportar las grandes temperaturas. La cercanía con la Estación Central de Santiago le permitió acelerar el traslado de materias primas, como el carbón proveniente del sur del país, y la exportación de subproductos del proceso. En 1927 se inauguró una ampliación de la fábrica con la instalación de un segundo gasómetro, y un tercero en 1938.
En 1942 se instaló una planta de gas de coque, y en 1966 una planta de craqueo catalítico. Con estas nuevas instalaciones el carbón se reemplazó por la nafta como principal materia prima. En 1980 entró en funciones una segunda planta de craqueo catalítico, y al año siguiente la planta de carbón dejó de operar de forma definitiva.
La fábrica de gas funcionó hasta 2015, y en el año 2020 Gasco anunció que reconvertirá la zona para el desarrollo de un proyecto inmobiliario, que contará con viviendas, la habilitación de un parque, el rescate de los gasómetros, y la habilitación de zonas de comercio, deporte y cultura.